# 光福镇

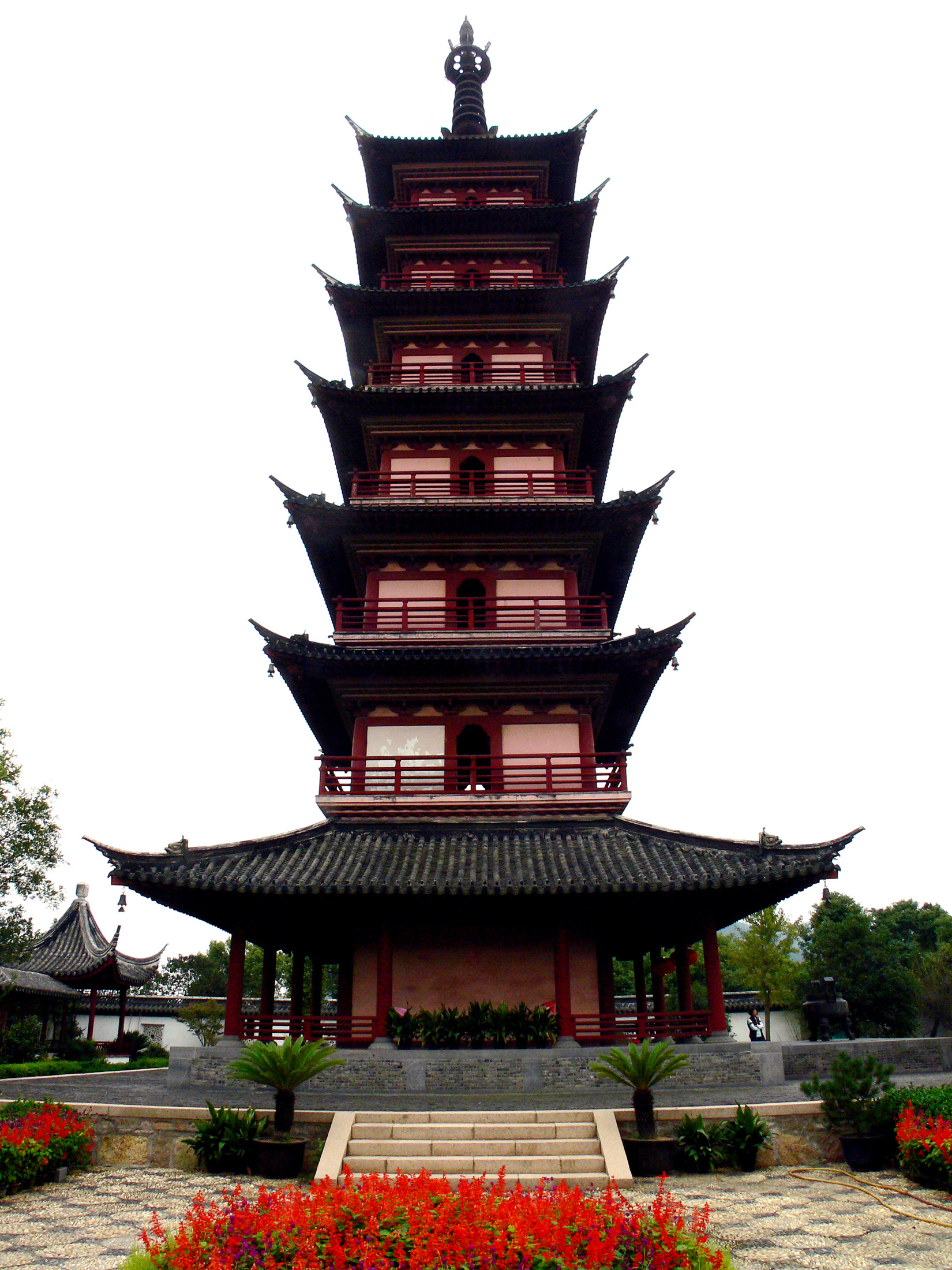
光福寺塔

光福镇，是中华人民共和国江苏省苏州市吴中区下辖的一个乡镇级行政单位。

## 行政区划
光福镇下辖以下地区：
东淹湖社区、福利村、邓尉村、香雪村、冲山村、府巷村、迂里村和太湖渔港村。

## 名胜古迹

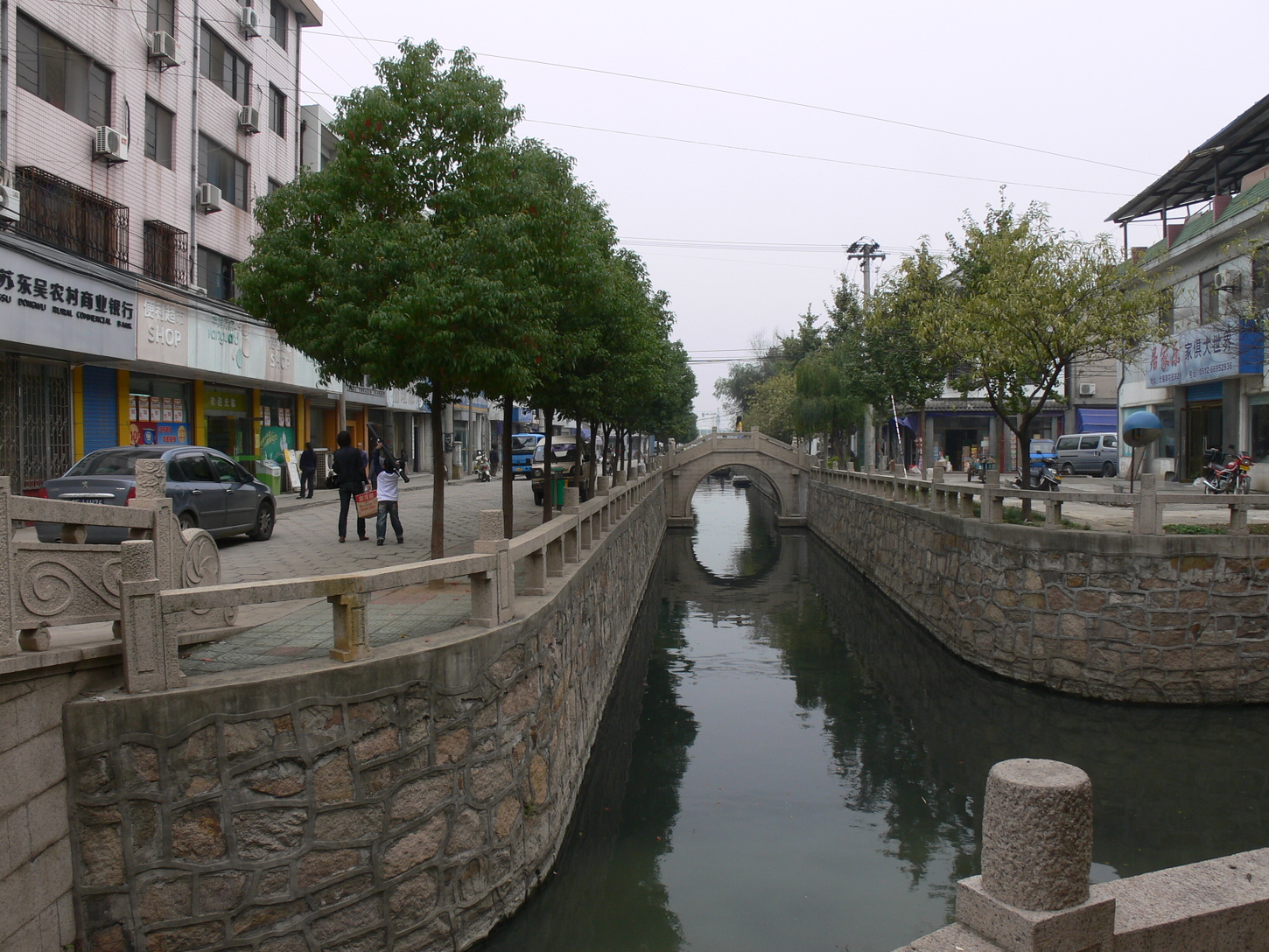
光福镇
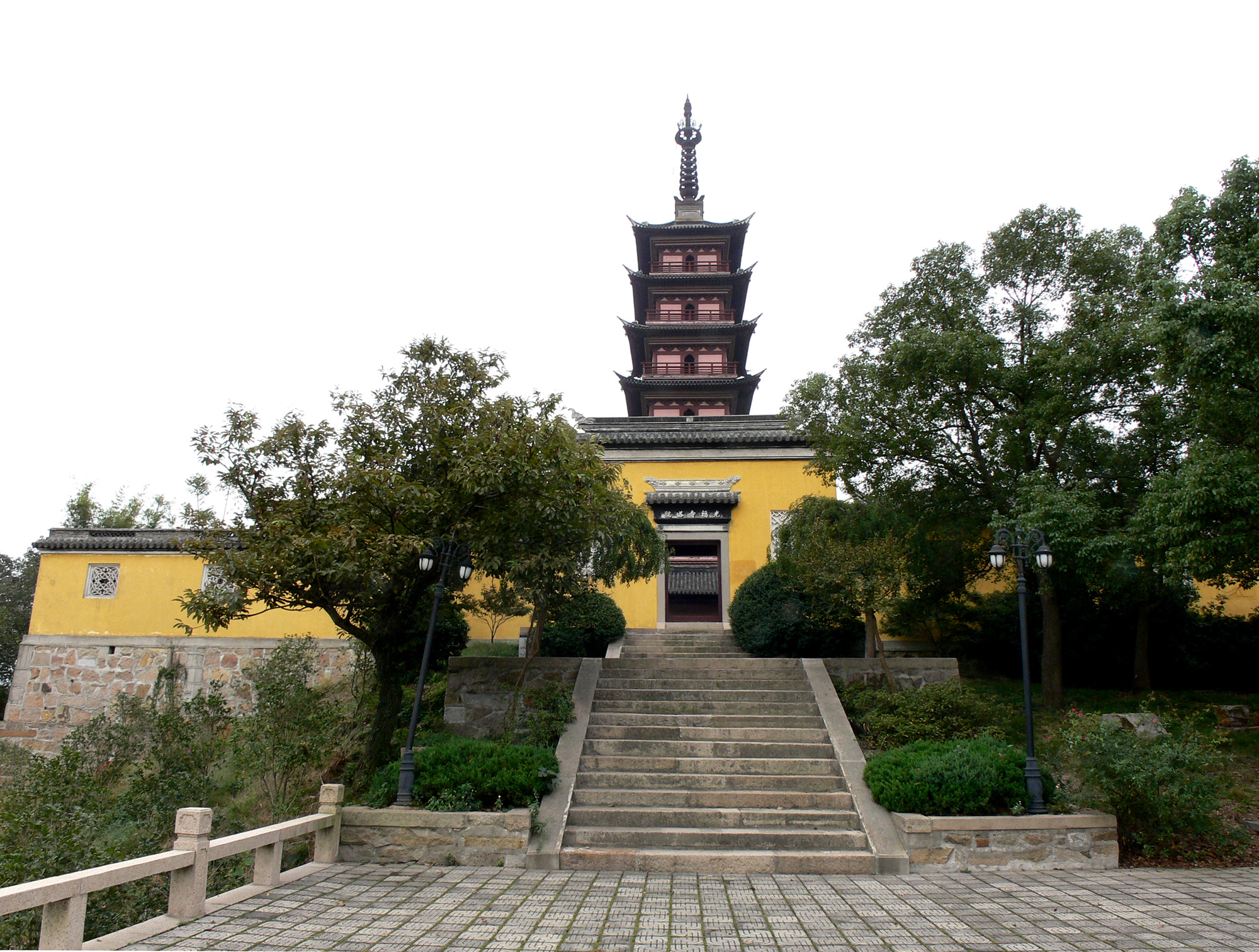
光福寺塔院
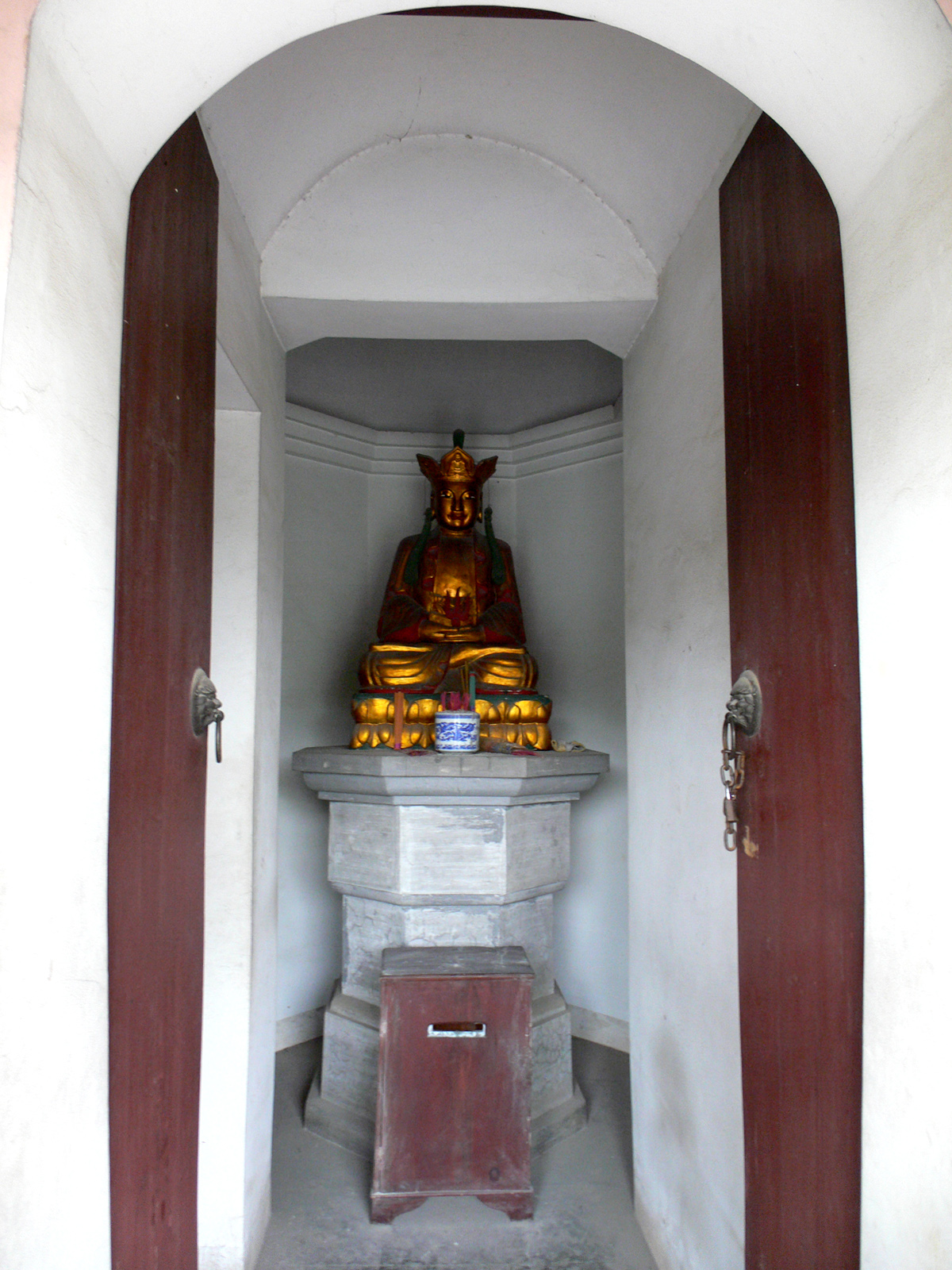
光福寺塔内49尊金色佛像之一。
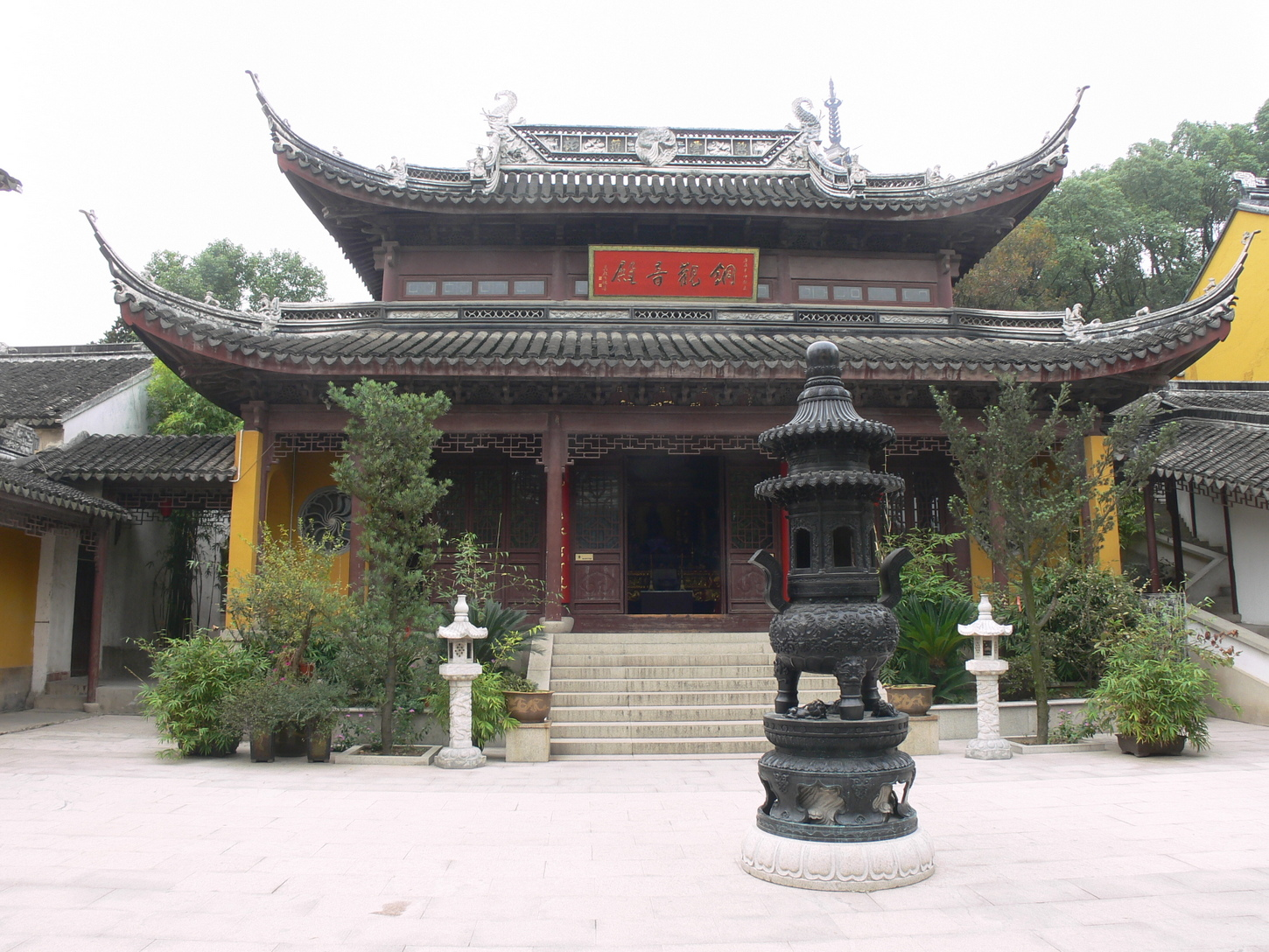
光福镇铜观音寺
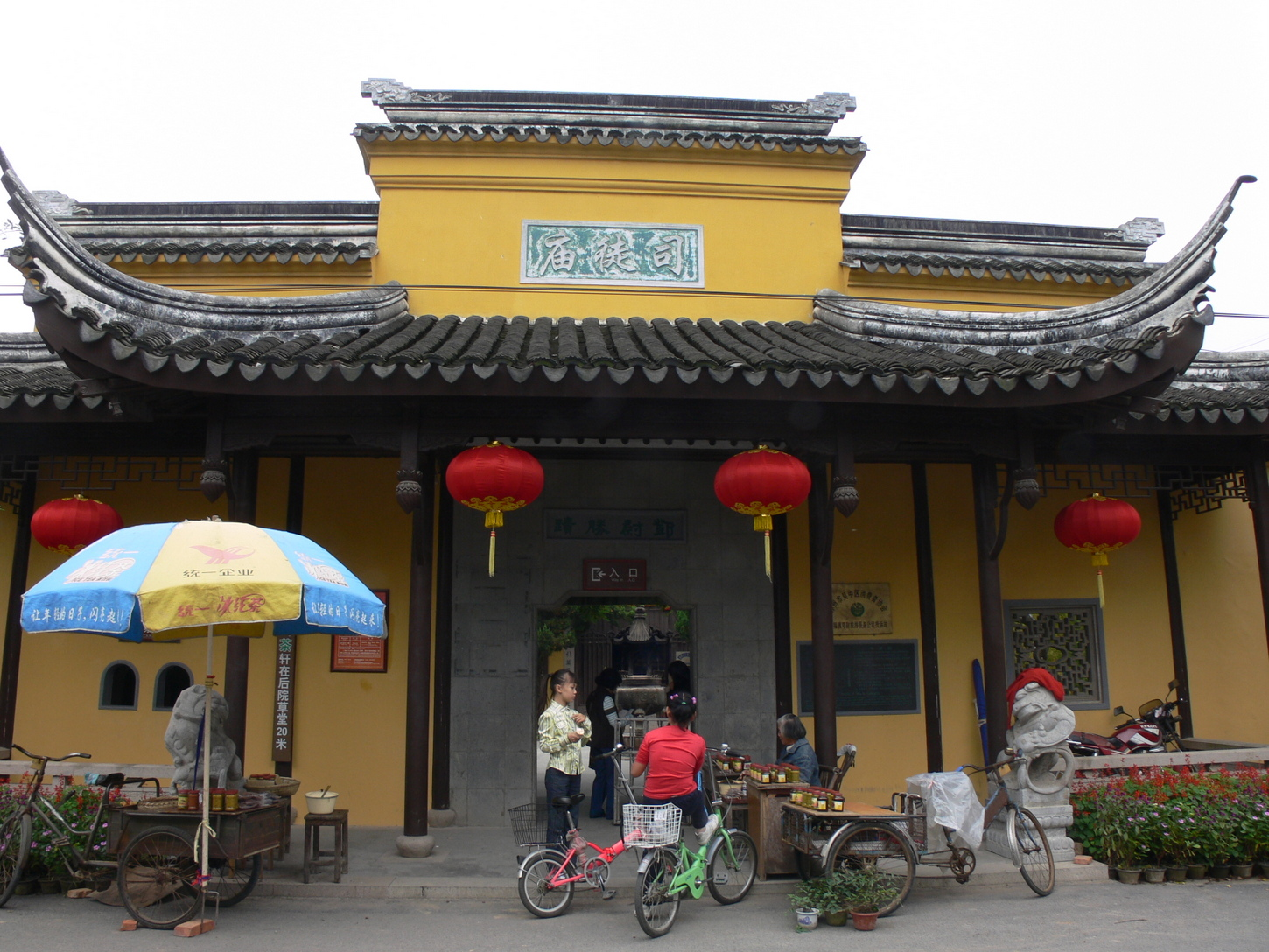
光福镇司徒庙
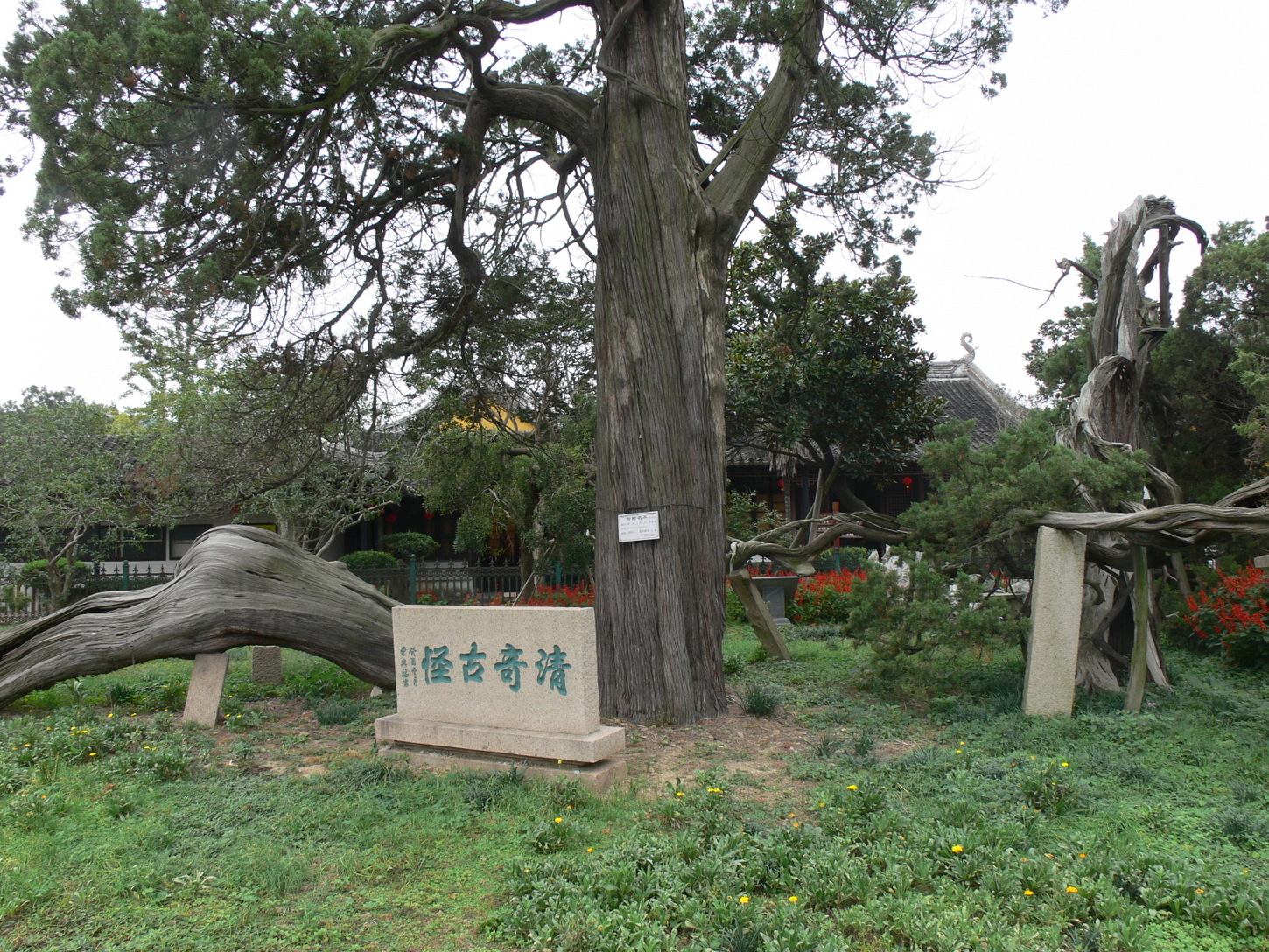
司徒庙康熙御笔千奇百怪
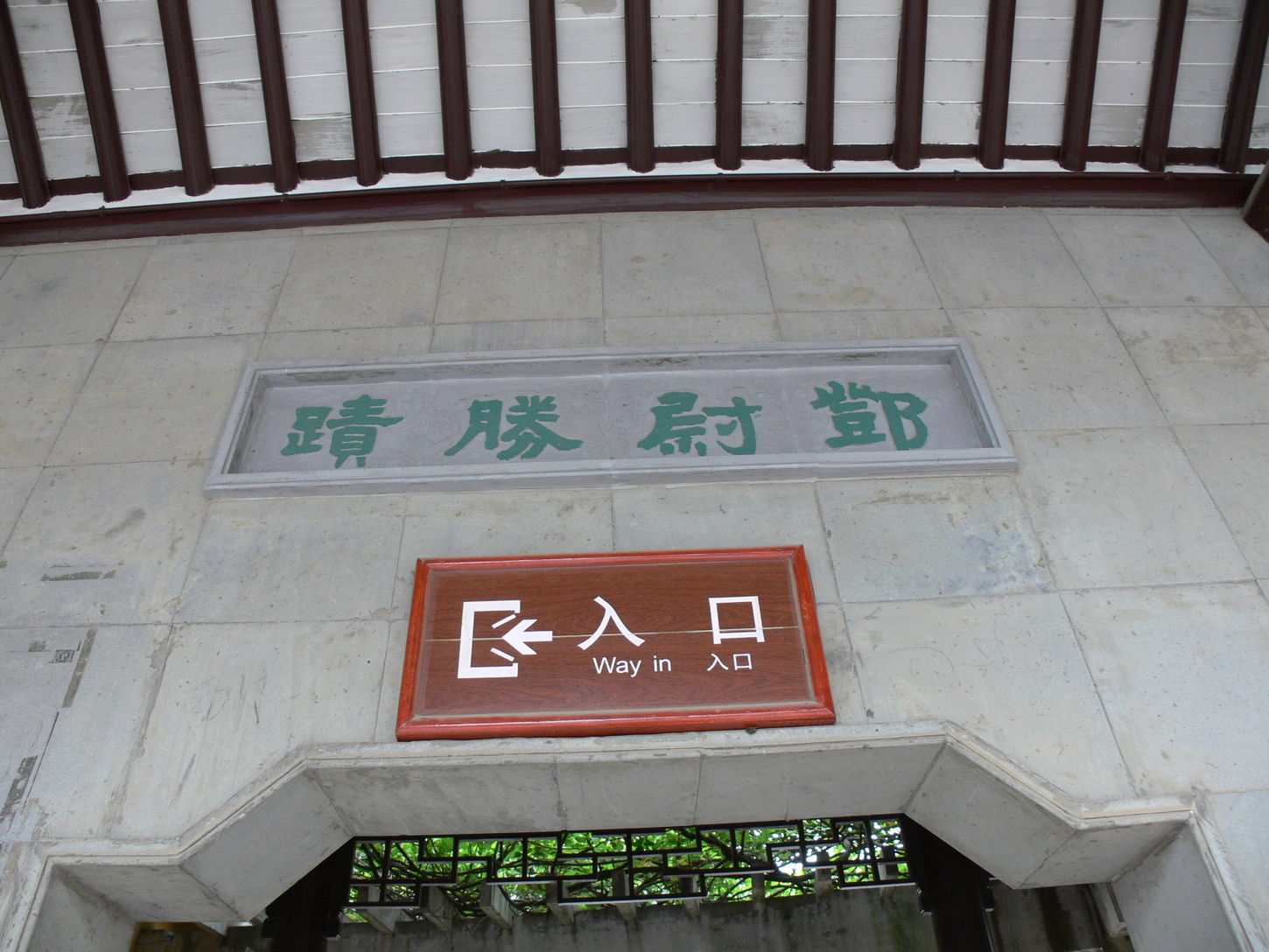
邓尉胜迹

## 历代名人
宋代
- 诗人范大成游历光福镇后写下诗句：“山中栽梅恒十之七，树梅则恒绵数十里”。

明代
- 画家唐伯虎游历光福镇后写下《玄墓山记游》诗。

清代
- 康熙皇帝于1689年、1699年、1705年三次游历光福镇；
- 乾隆皇帝于1751、1757、1762、1765、1780和1784年六次游历光福镇。

民国
- 1918年吴昌硕
- 1928年于右任
- 1933年章太炎
- 1935年林森、孙科
- 1946年李宗仁

现当代
- 1958年叶剑英、粟裕、谭震林
- 1964年田汉
- 1970年叶群、叶圣陶
- 1974年江青
- 1977年赵丹
- 1980年刘海粟、赵朴初、张劲夫、姬鹏飞、姚依林
- 1983年吕正操、费孝通、钱伟长、韩念龙
- 1986年苏步青
- 1990年朱镕基
- 1992年张爱萍
- 1993年吴邦国
- 1996年邓朴方
- 2003年毛新宇、迟浩田、乔羽